# Argusvissen
Argusvissen (Scatophagidae) vormen een familie binnen de baarsachtige vissen.

## Kenmerken
Ze hebben een hoog en afgeplat lichaam. De eerste vier vinstralen van de aarsvin zijn stekelvormig. De grootste soorten kunnen 38 centimeter lang worden en in gevangenschap 20 jaar oud worden.

## Leefwijze
Ze eten voornamelijk algen en uitwerpselen waar de wetenschappelijk naam naar verwijst; scato-faag betekent 'ontlasting-etend'.

## Verspreiding en leefgebied
Deze kleine familie wordt aangetroffen in de Indische en westelijke Grote Oceaan en is ook bekend als aquariumvis. De jonge vissen leven voornamelijk in zoet water, volwassener exemplaren gedijen het best in brak water.

## Geslachten
- Scatophagus (Cuvier en Valenciennes, 1831)
- Selenotoca (Myers, 1936)